# Funkiella hyemalis
Funkiella hyemalis är en orkidéart som först beskrevs av Achille Richard och Henri Guillaume Galeotti, och fick sitt nu gällande namn av Rudolf Schlechter. Funkiella hyemalis ingår i släktet Funkiella och familjen orkidéer. Inga underarter finns listade i Catalogue of Life.